# Bialitt
Bialitt var ett underhållningsprogram i Sveriges Television som började sändas 1961. Programmet betraktades som Malmö-TV:s svar på Hylands hörna och namnet härrörde från byn Bialitt i nuvarande Svalövs kommun vid länsväg 108.[källa behövs]
Programserien leddes av Lasse Holmqvist och var början på hans folkliga popularitet. I serien blandades lättsam underhållning med seriösa kulturinslag. Utöver de återkommande sånginslagen med Lennart Kjellgren och Gunnel Nilsson medverkade i programmet en rad gäster, däribland skådespelarna Lars Passgård, Axelle Axell, Jullan Kindahl, Jan Malmsjö, Arne Strömgren, sångartisterna Ann-Louise Hanson, Östen Warnerbring och Ing-Britt Stiber och en rad andra kulturpersonligheter. 
Programserien hade en utpräglat skånsk karaktär och kom att kritiseras[källa behövs] för sina inslag av landsbygdsromantik. Detta ansågs av kritikerna gynna Centerpartiet i valrörelsen 1962 och ledde till en policy som innebar att programserier som ansågs kunna gynna ett politiskt parti inte fick visas i anslutning till en valrörelse.[källa behövs]